# Laufhund

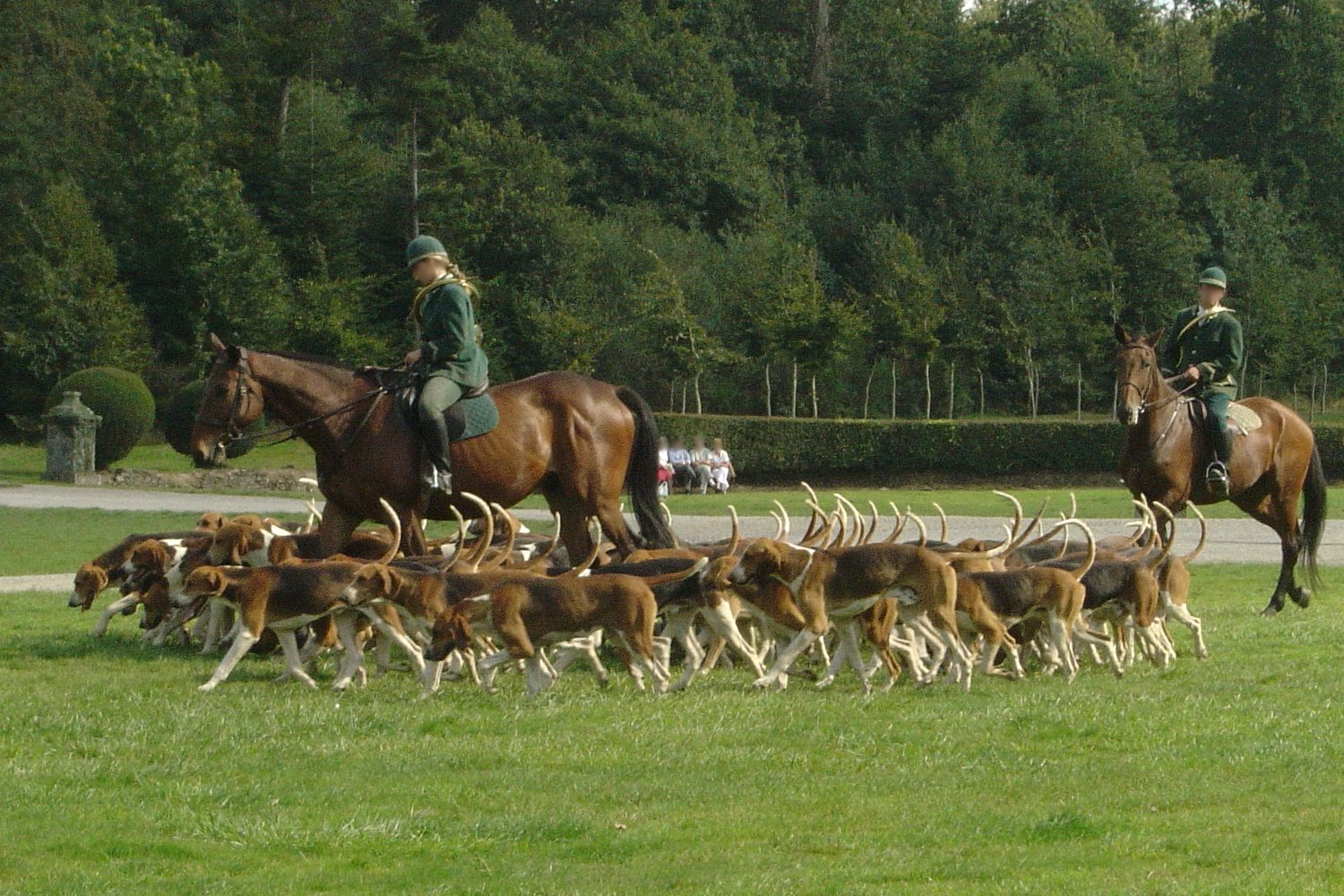
Meutejagd mit English Foxhounds
(FCI 159)

Laufhund ist die Bezeichnung für einen Jagdhund, der Wild über weite Strecken verfolgt. Laufhunde haben einen guten Geruchssinn und können einer Fährte folgen. Sie werden unter anderem bei Parforcejagden und Schleppjagden eingesetzt, weshalb der Begriff Parforcehund auch synonym verwendet wurde. Laufhunde werden meist als Meute eingesetzt: als Gruppe von Hunden, die gemeinsam jagt. In Georg Ludwig Hartigs Lehrbuch für Jäger und die es werden wollen (1812) heißt es dazu:

„Parforce-Hunde dienen dazu, in zahlreicher Gesellschaft, die man Meute nennt, einen Hirsch, eine Sau oder sonst ein Stück Wild so lange zu verfolgen, bis es so ermattet ist, daß man es vor den Hunden todtschießen oder abfangen kann.“

Bereits im 9. Jahrhundert wurden Jagdhundrassen differenziert für verschiedene Verwendungen unterschieden. Darunter waren mittelgroße meutejagende Laufhunde, die von den ganz großen Hetzhunden unterschieden wurden. In Deutschland sind Hetzjagden auf Wildtiere aus Gründen des Tierschutzes verboten, Hundemeuten werden aber noch für das Jagdreiten eingesetzt, bei dem sie künstlich gelegte Duftspuren verfolgen.
Bracken sind den Laufhunden sehr ähnlich und werden oft zu ihnen gezählt.

## Systematik
Der Begriff Laufhund wird bis heute in der Systematik von Hunderassen verwendet. Die Fédération Cynologique Internationale führt ihn in ihrer Systematik Laufhunde in der Gruppe 6, Sektion 1, wobei diese Rassen nach der Größe nochmals in drei Untersektionen eingeteilt werden.

### Sektion 1.1: Große Laufhunde
- Griffon Nivernais (FCI 17)

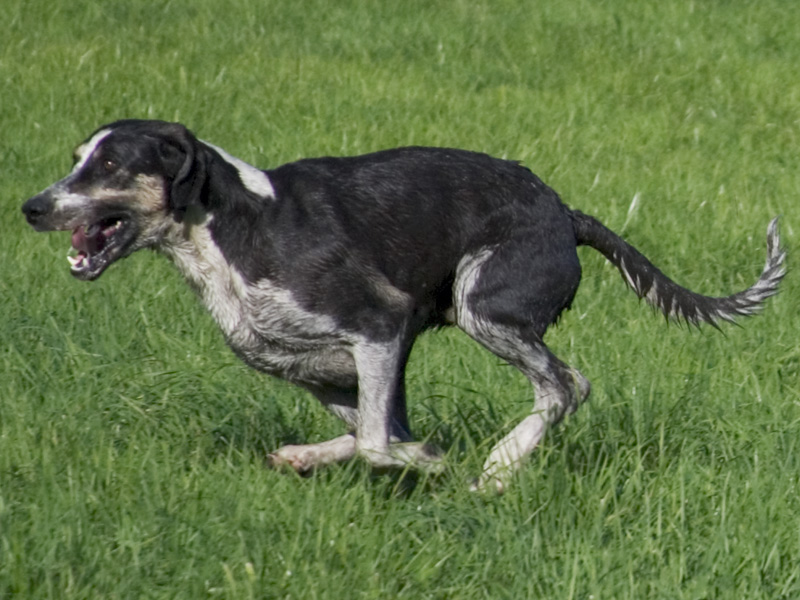
Grand Anglo-Français blanc et noir (FCI 323)

- Grand Gascon Saintongeois (FCI 21)
- Grand Bleu de Gascogne (FCI 22)
- Poitevin (FCI 24)
- Billy (FCI 25)
- Bloodhound (FCI 84)
- English Foxhound (FCI 159)
- Französische Laufhunde (FCI 219, 220 und 316)
- Rastreador Brasileiro (FCI 275)
- Grand Griffon Vendéen (FCI 282)
- Otterhund (FCI 294)
- Black and Tan Coonhound (FCI 300)
- American Foxhound (FCI 303)
- Grand Anglo-Français (FCI 322-324)
- Chambray (ehemals FCI 26, gestrichen)

### Sektion 1.2: Mittelgroße Laufhunde
- Briquet Griffon Vendéen (FCI 19)
- Ariégeois (FCI 20)
- Chien d’Artois (FCI 28)
- Porcelaine (FCI 30)
- Petit Bleu de Gascogne (FCI 31)
- Griffon bleu de Gascogne (FCI 32)
- Finnenbracke (FCI 51)
- Polnische Bracke (FCI 52)
- Schweizer Laufhund (FCI 59)

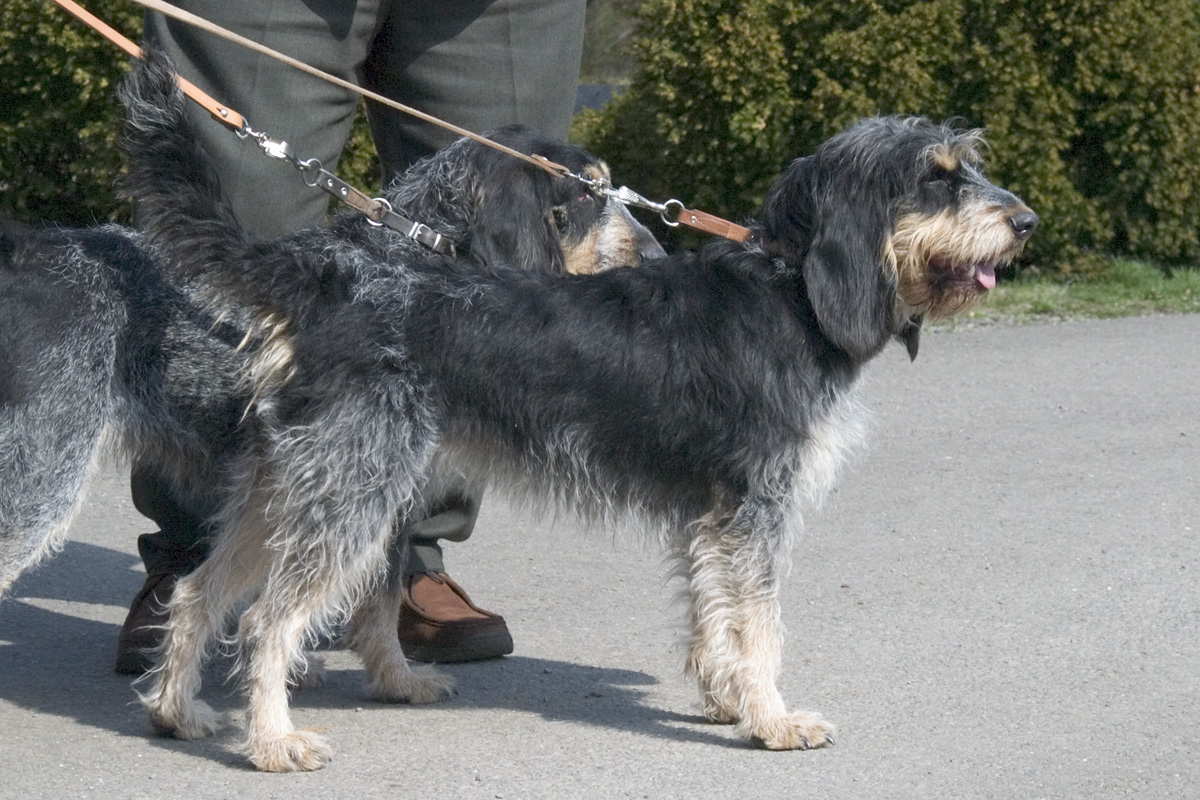
Griffon bleu de Gascogne (FCI 31)

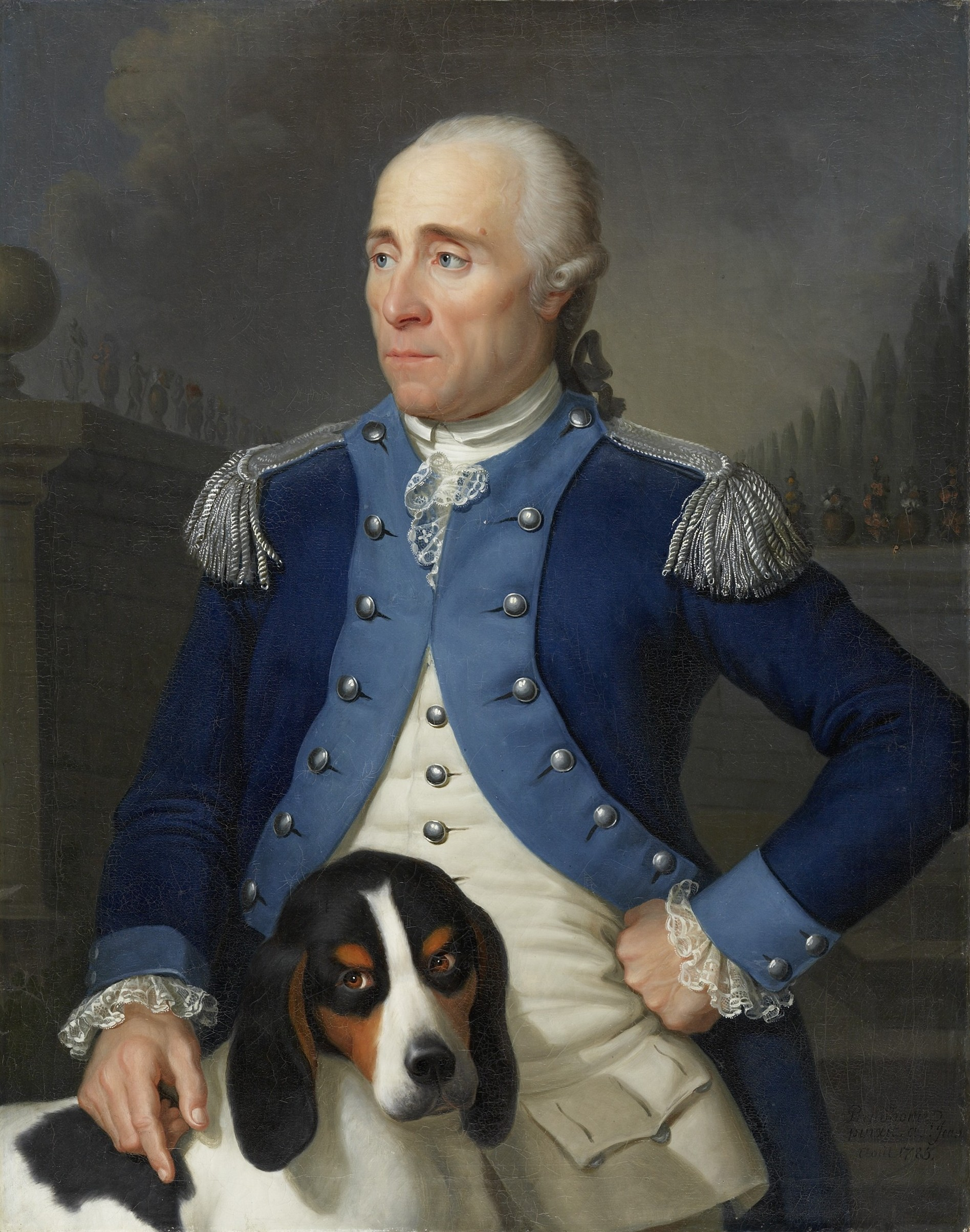
Franz Rudolf Frisching in der Uniform eines Obersten der Berner Jäger mit seinem Berner Laufhund, gemalt von Jean Preudhomme, 1785

- Steirische Rauhhaarbracke (FCI 62)
- Brandlbracke (FCI 63)
- Griffon Fauve de Bretagne (FCI 66)
- Tiroler Bracke (FCI 68)
- Smålandsstövare (FCI 129)
- Schillerstövare (FCI 131)
- Hamiltonstövare (FCI 132)
- Serbischer Laufhund (FCI 150)
- Kurzhaarige Istrianer Bracke (FCI 151)
- Rauhhaarige Istrianer Bracke (FCI 152)
- Posavski Gonič (FCI 154)
- Stichelhaariger Bosnischer Laufhund – Barak (FCI 155)
- Segugio Italiano (Drahthaar) (FCI 198)
- Segugio Italiano (Kurzhaar) (FCI 337)
- Dunker (FCI 203)
- Sabueso Español (FCI 204)
- Hellinikos Ichnilatis (FCI 214)
- Dreifarbiger Serbischer Laufhund (FCI 229)
- Erdélyi Kopó (FCI 241)
- Slowakische Schwarzwildbracke (FCI 244)
- Hygenhund (FCI 266)
- Haldenstøver (FCI 267)
- Montenegrinischer Gebirgslaufhund (FCI 279)
- Beagle-Harrier (FCI 290)
- Harrier (FCI 295)
- Anglo-Français de petite vénerie (FCI 325)
- Gończy Polski (FCI 354)
- Segugio Maremmano (FCI 361)
- Estnischer Laufhund (FCI 366)

### Sektion 1.3: Kleine Laufhunde

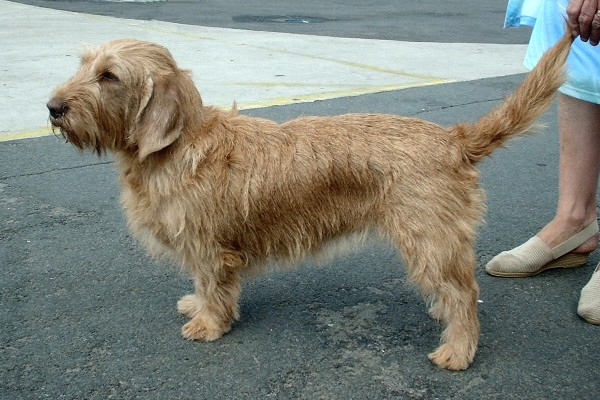
Basset Fauve de Bretagne (FCI 36)

- Grand Basset Griffon Vendéen (FCI 33)
- Basset artésien normand (FCI 34)
- Basset bleu de Gascogne (FCI 35)
- Basset fauve de Bretagne (FCI 36)
- Schweizerischer Niederlaufhund (FCI 60)
- Petit Basset Griffon Vendéen (FCI 67)
- Westfälische Dachsbracke (FCI 100)
- Drever (FCI 130)
- Beagle (FCI 161)
- Basset Hound (FCI 163)
- Deutsche Bracke (FCI 299)
- Basset d’Artois (ehemals FCI 18, gestrichen)
- Steinbracke (ehemals FCI 280, gestrichen)